# Francesca Barbaresi
Francesca Barbaresi (Pesaro, 12 febbraio 1999) è una calciatrice italiana, centrocampista dell'Union Sammartinese.

## Carriera

### Club
Nata a Pesaro nel 1999, ha iniziato a giocare a calcio a 6 anni con l'Arzilla, squadra di Santa Maria dell'Arzilla, frazione della sua città natale.
Nel 2014 va a giocare nella vicina Romagna, al San Zaccaria, esordendo in Serie A ad ancora 15 anni, il 6 dicembre 2014, entrando all' 82' della sconfitta interna per 2-1 contro il Cuneo dell'8ª giornata di campionato al posto di Giada Pondini. Ha segnato il suo primo gol in carriera il 20 maggio 2017, realizzando al 90' la rete del definitivo 3-0 nel play-out per rimanere in massima serie vinto contro il Como 2000. Nelle 4 stagioni in biancorosso ha ottenuto 46 presenze e 3 reti, ottenendo in Serie A un 9º posto con salvezza ai play-out, un 6º, un 8º con un'altra salvezza ai play-out e un 11º con retrocessione in Serie B allo spareggio salvezza. 
Nella stagione 2018-2019 è rimasta al San Zaccaria, diventato poi Ravenna Women da fine novembre 2018 per cessione del titolo sportivo. Ha giocato col Ravenna per cinque stagioni consecutive, tutte giocate nel campionato di Serie B. Nell'estate 2023 si è trasferita al Bologna, squadra neopromossa in Serie B 2023-24.

## Statistiche

### Presenze e reti nei club
Statistiche aggiornate al 22 ottobre 2023.
| Stagione            | Squadra             | Campionato          | Campionato | Campionato | Coppe nazionali | Coppe nazionali | Coppe nazionali | Coppe continentali | Coppe continentali | Coppe continentali | Altre coppe | Altre coppe | Altre coppe | Totale | Totale |
| Stagione            | Squadra             | Comp                | Pres       | Reti       | Comp            | Pres            | Reti            | Comp               | Pres               | Reti               | Comp        | Pres        | Reti        | Pres   | Reti   |
| ------------------- | ------------------- | ------------------- | ---------- | ---------- | --------------- | --------------- | --------------- | ------------------ | ------------------ | ------------------ | ----------- | ----------- | ----------- | ------ | ------ |
| 2014-2015           | San Zaccaria        | A                   | 4          | 0          | CI              | ?               | ?               | -                  | -                  | -                  | -           | -           | -           | 4      | 0      |
| 2015-2016           | San Zaccaria        | A                   | 6          | 0          | CI              | 1               | 0               | -                  | -                  | -                  | -           | -           | -           | 7      | 0      |
| 2016-2017           | San Zaccaria        | A                   | 7+1        | 0+1        | CI              | 3               | 0               | -                  | -                  | -                  | -           | -           | -           | 11     | 1      |
| 2017-2018           | San Zaccaria        | A                   | 18+1       | 0          | CI              | 5               | 2               | -                  | -                  | -                  | -           | -           | -           | 24     | 2      |
| Totale San Zaccaria | Totale San Zaccaria | Totale San Zaccaria | 37         | 1          | -               | 9               | 2               | -                  | -                  | -                  | -           | -           | -           | 46     | 3      |
| 2018-2019           | Ravenna             | B                   | 22         | 3          | CI              | 3               | 0               | -                  | -                  | -                  | -           | -           | -           | 25     | 3      |
| 2019-2020           | Ravenna             | B                   | 13         | 0          | CI              | ?               | ?               | -                  | -                  | -                  | -           | -           | -           | 13+    | 0+     |
| 2020-2021           | Ravenna             | B                   | 24         | 0          | CI              | ?               | ?               | -                  | -                  | -                  | -           | -           | -           | 24+    | 0+     |
| 2021-2022           | Ravenna             | B                   | 19         | 4          | CI              | ?               | ?               | -                  | -                  | -                  | -           | -           | -           | 19+    | 4+     |
| 2022-2023           | Ravenna             | B                   | 28         | 3          | CI              | ?               | ?               | -                  | -                  | -                  | -           | -           | -           | 28+    | 3+     |
| Totale Ravenna      | Totale Ravenna      | Totale Ravenna      | 106        | 10         | -               | 3+              | 0+              | -                  | -                  | -                  | -           | -           | -           | 109+   | 10+    |
| 2023-2024           | Bologna             | B                   | 4          | 0          | CI              | 1               | 0               | -                  | -                  | -                  | -           | -           | -           | 5      | 0      |
| Totale carriera     | Totale carriera     | Totale carriera     | 147        | 11         | -               | 13+             | 2+              | -                  | -                  | -                  | -           | -           | -           | 156+   | 13+    |